# Mimeógrafo

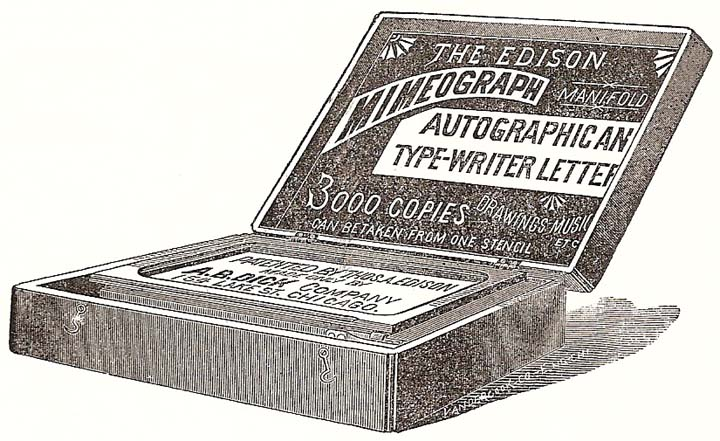
Anuncio de 1889 del mimeógrafo de Edison

El mimeógrafo o polígrafo, llamado también a veces ciclostil, es un instrumento utilizado para hacer copias de papel escrito en grandes cantidades (se solía utilizar en colegios). Utiliza en la reproducción un tipo de papel llamado esténcil.

## Historia
Un prototipo de máquina de impresión simple fue patentada, el 8 de agosto de 1887, por Thomas Alva Edison en los Estados Unidos. Fue utilizado por primera vez en 1887 por Albert Blake Dick (Edison le vendió este aparato al Sr. Dick), a quien Edison licenció la producción de la nueva invención.
La máquina fue perfeccionándose, manteniendo entretanto su simplicidad de manejo, incorporándose una pequeña rotativa manual que permitía una rápida reprografía de diversas copias.

## Uso y funcionamiento

Mimeógrafo moderno.

El mimeógrafo se utilizó como medio barato para producir muchas copias de un texto, sobre todo en escuelas. Estas máquinas, inventadas al final del siglo XIX, eran totalmente manuales, aunque después fueron perfeccionadas al añadirles un motor eléctrico. 
Los textos eran preparados con la ayuda de una máquina de escribir, una matriz en papel, llamada esténcil, impregnada con tinta por una de sus caras. 
Este antiguo método de edición manual consistía en escribir sobre una hoja especial llamada esténcil que era una hoja doble, unidas con pegamento; una casi común y la otra muy fina; sobre esta se escribía con la máquina de escribir anulando previamente la cinta entintada, es decir, si escribía perforando la hoja con los tipos de cada letra, y justamente en esos agujeritos el mimeógrafo introducía una pequeñísima cantidad de tinta para que el papel blanco que se superponía en el aparato, recibiera la impresión de esos tipos. Por supuesto, la tinta que ingresaba en cada agujerito, por mínima que fuera, concluía deteriorando la hoja fina, por lo que debía fabricarse otra, escribiendo otra vez los textos. Es decir, cada esténcil se instalaba en la rueda del aparato y se lo hacía girar; el mismo rodillo añadía la tinta e imprimía las copias. Según las características del mimeógrafo usado se podían llegar a imprimir desde el orden de la decena hasta varios cientos de copias. Estas impresiones eran aceptables aunque podían salir defectuosas si se excedía este número máximo de copias por esténcil.